# Fonsecaiulus sciotus
Fonsecaiulus sciotus är en insektsart som beskrevs av Young 1977. Fonsecaiulus sciotus ingår i släktet Fonsecaiulus och familjen dvärgstritar. Inga underarter finns listade i Catalogue of Life.